# Naturreich
Naturreiche (Regna naturae) ist eine auf Emanuel König (1682) zurückgehende Bezeichnung für drei großen Gruppen in der Natur: Tiere, Pflanzen und Mineralien. Carl von Linné entwickelte darauf aufbauend seine Systema naturae sowie den heute noch gebräuchlichen Begriff des Reiches als höchste Hierarchieebene der biologischen Systematik.